# Heteroconis rieki
Heteroconis rieki är en insektsart som beskrevs av Meinander 1972. Heteroconis rieki ingår i släktet Heteroconis och familjen vaxsländor. Inga underarter finns listade i Catalogue of Life.